# 류큐국 (율령국)

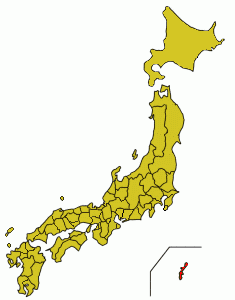
류큐국

류큐국(일본어: 琉球国, りゅうきゅうのくに 류큐노쿠니[*])은 1871년(메이지 4년)에 실시된 폐번치현에 따라 류큐국(류큐 왕국)을 가고시마현에 편입하면서 설정된 구니이다.